# Гамбург-Бармбек-Зюд
Бармбек-Зюд (нім. Barmbek-Süd) — частина району Гамбург-Північ вільного та ганзейського міста Гамбург. До 1951 року разом з Бармбек-Норд та Дульсберг місцевість утворювала район Бармбек.